# Toyota Mirai II
La Mirai est une berline familiale à pile à combustible à hydrogène produite par le constructeur automobile japonais Toyota. Elle est la seconde génération de Mirai après celle produite de 2015 à 2020.

## Présentation

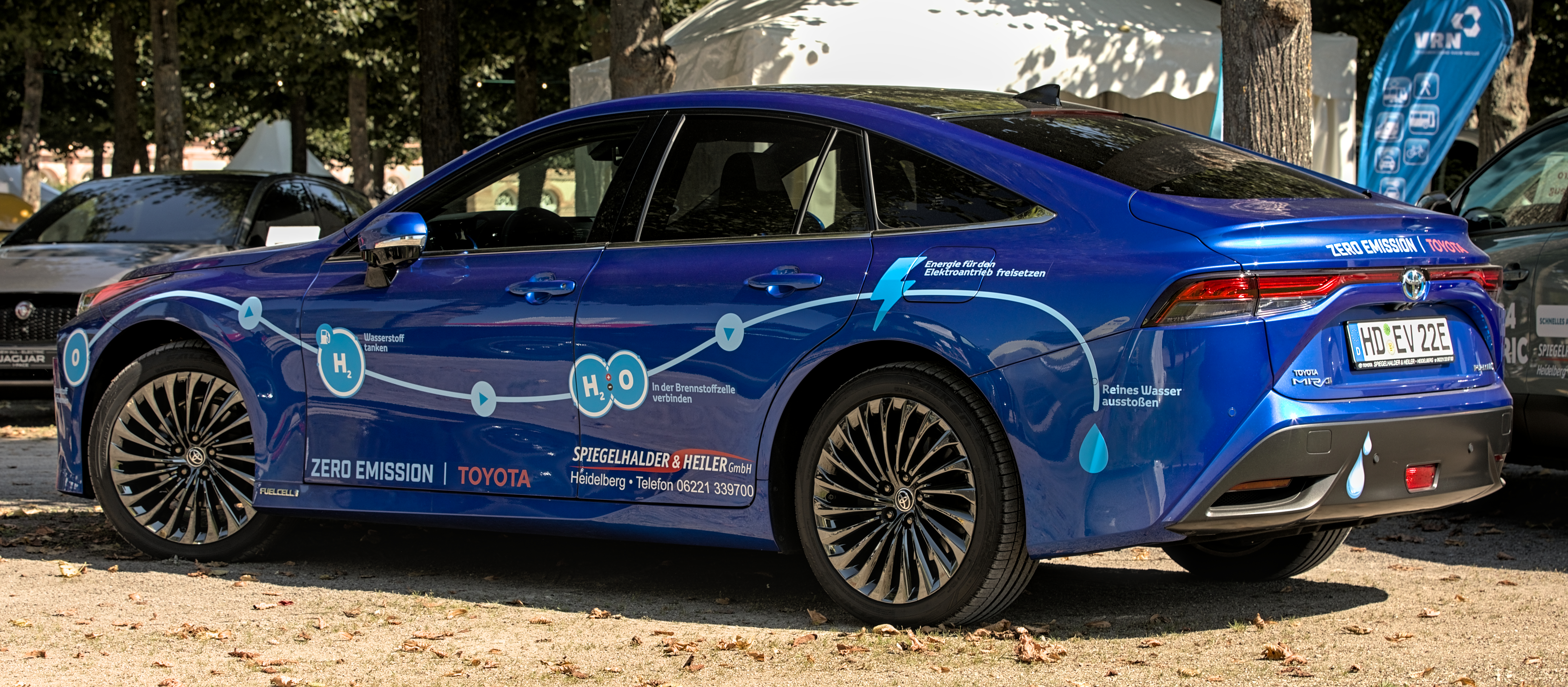
Vue arrière

La seconde génération de Toyota Mirai est présentée officiellement le 18 novembre 2020. Elle devient le 31 mai 2021 la voiture à hydrogène qui a parcouru la plus grande distance avec 1 003 km avec un seul plein.

## Caractéristiques techniques
La Mirai de seconde génération repose sur la plateforme technique TNGA GA-L du groupe Toyota qu'elle partage avec la Lexus LS et la Toyota Crown et avec cette architecture, à la différence de la première génération qui était une traction, la Mirai II est une propulsion.

## Finitions

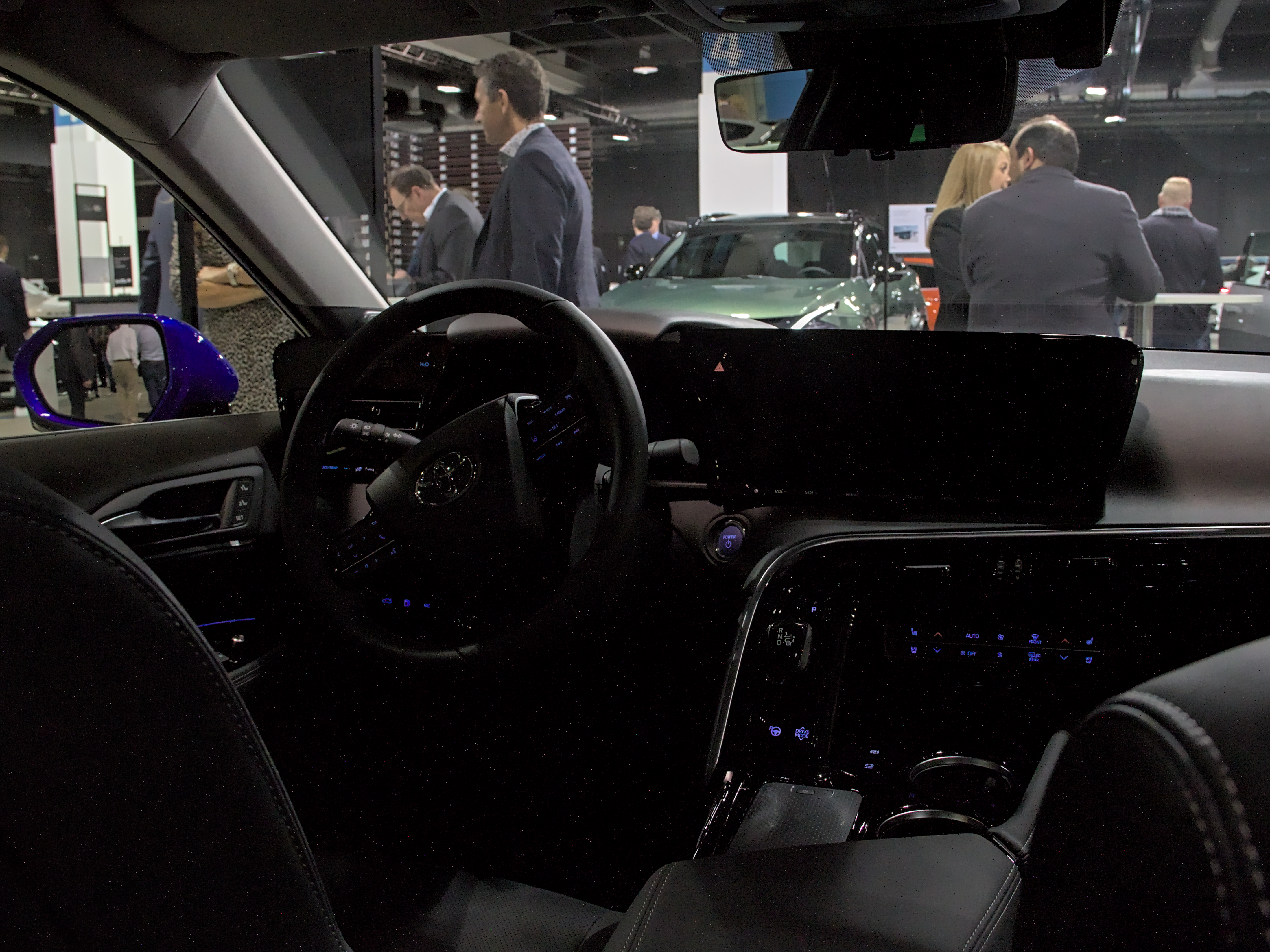
Intérieur

## Concept car
Le constructeur japonais présente la Toyota Mirai Concept au salon de Tokyo en octobre 2019, préfigurant la nouvelle génération de Mirai de série produite à partir de 2020.